# Rosa willmottiae
Rosa willmottiae — вид рослин з родини розових (Rosaceae); поширений у Китаї.

## Опис

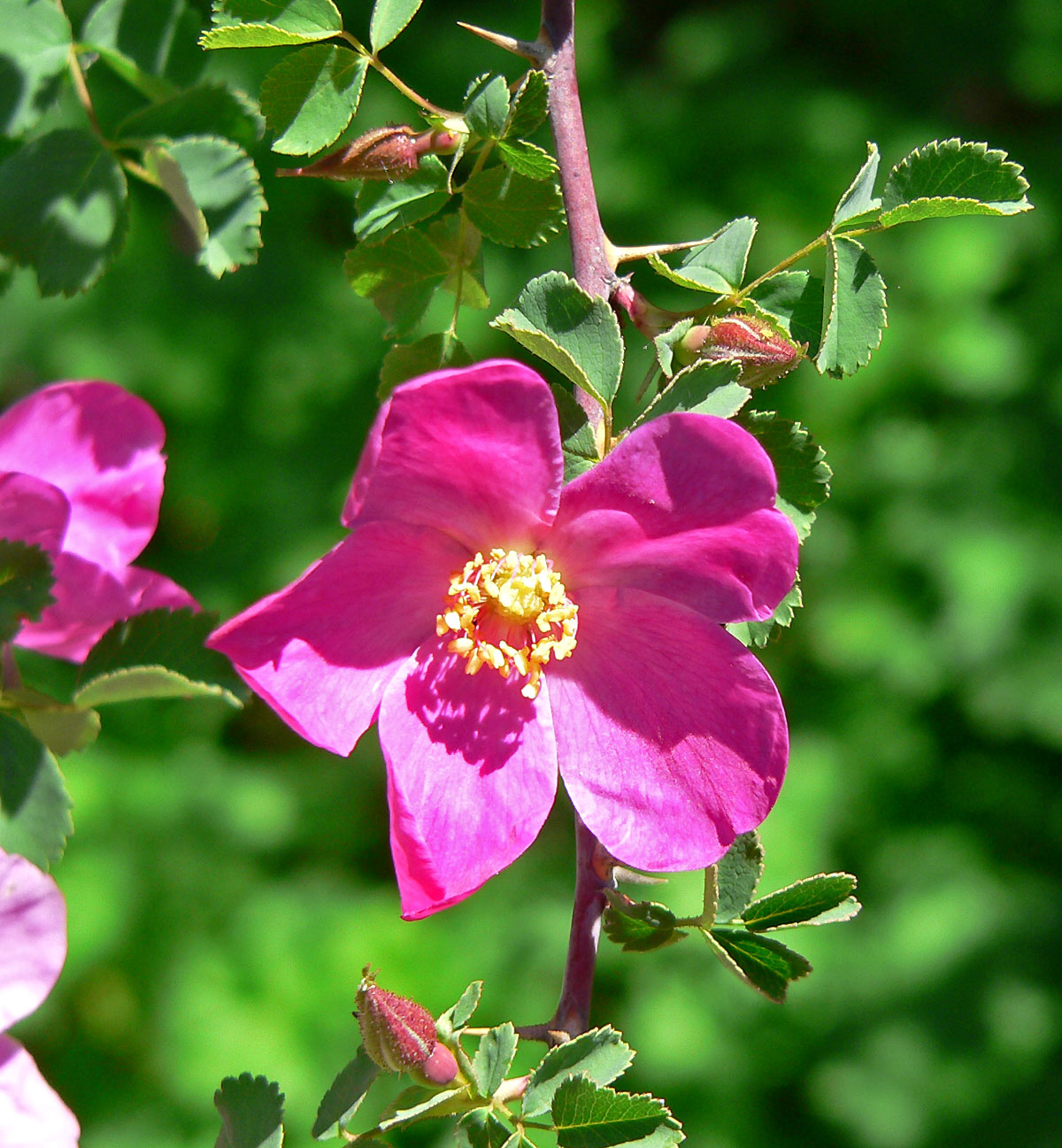
гілка, листки, квітка

Кущ заввишки 1–3 м. Гілочки стрункі, голі; колючки попарно під листям, численні, прямі, до 1.2 см, тонкі, різко опуклі біля основи, старі гілки рідко щетинисті. Листки включно з ніжкою 2–4 см; прилистки переважно прилягають до ніжки, вільні частини яйцювато-ланцетні, край залозистий пилчастий або цілий, верхівка гостра; ребро й ніжка голі або мало-запушені, залозисто-запушені й коротко колючі; листочків 7–9, рідко 11, еліптичні, обернено-яйцюваті або ± округлі, 6–17 × 4–12 мм, знизу голі або запушені вздовж серединної жилки, залозисті чи ні, зверху голі, основа ± округла, рідко широко клиноподібна, край просто пилчастий, подвійно пилчастий вище середини, верхівка округло-тупа. Квітка поодинока, ≈ 3 см у діаметрі; квітконіжка 1–1.5 см, часто залозисто-запушена; приквітки яйцювато-ланцетні; чашолистків 5, трикутно-ланцетні; пелюстків 5, рожеві, обернено-яйцюваті, основа клиноподібна, верхівка виїмчаста. Плоди оранжево-червоні, довгасті або ± кулясті, ≈ 1 см у діаметрі, голі, блискучі, при дозріванні верхівкова частина гіпантію опадає разом з чашолистиками.
Період цвітіння: травень — червень. Період плодоношення: липень — вересень.

## Поширення
Поширений у північно-центральному й південному Китаї (Ганьсу, Цінхай, Шеньсі, Сичуань).
Населяє хащі, чагарники, відкриті схили, береги потоків, узбіччя доріг; на висотах 1300–3800 м.